# Namco Galaga
Namco Galaga es una Placa de arcade creada por Namco destinada a los salones arcade.

## Descripción
El Namco Galaga fue lanzada por Namco en 1981.
El sistema tenía un procesador Zilog Z80, y audio Custom 3 channel 4-bit WSG.
En esta placa funcionaron 3 títulos.

## Especificaciones técnicas

### Procesador
- Zilog Z80

### Audio
- Custom 3 channel 4-bit WSG

### Video
- Resolución 288x224 pixeles

## Lista de videojuegos
- Bosconian
- Dig Dug
- Galaga
- Super Xevious
- Xevious